# نيشان الاستحقاق لغراندوقية لوكسمبورغ
وسام الاستحقاق من دوقية لوكسمبورغ الكبرى (بالفرنسية: Ordre de Mérite du Grand-Duché de Luxembourg ) هو وسام الاستحقاق من لوكسمبورغ ، وقد أنشأته الدوقة الكبرى شارلوت في 23 يناير 1961. وسام كبير هو دوق لوكسمبورغ الأكبر .  بالإضافة إلى الفئات الخمس ، يمكن أيضًا منح ميدالية ذهبية.

## درجات
الترتيب يتكون من 5 درجات :
- جراند كروس
- ضابط كبير
- قائد
- ضابط
- فارس

## أعضاء وسام
أعضاء وسام الاستحقاق من لوكسمبورغ هم:
جراند كروس:
- أنطونيوس تشاتزيداكيس ، المدير العام السابق لوكالة الناتو للصيانة والإمداد NAMSA
- غابرييل ألبرتيني ، سياسي إيطالي
- بطرس بطرس غالي ، الأمين العام السابق للأمم المتحدة
- جوس شابيرت ، نائب رئيس برلمان بروكسل
- ديدييه رينديرز [2]
- كونستانتين زيغالوف ، نائب وزير خارجية كازاخستان
- أستريد لولينج ، سياسي من لوكسمبورغ ، وعضو متقاعد في البرلمان الأوروبي عن لوكسمبورغ
- جون إل موراي ، رئيس المحكمة العليا في أيرلندا

ضابط كبير:
- ويسلي كلارك ، القائد الأعلى السابق للحلفاء
- تومي كوه ، سفير سنغافورة المتجول ، دبلوماسي وأستاذ القانون
- نيكولاوس فان دام ، السفير الهولندي في إندونيسيا
- جان ماري لوبلان ، المدير السابق لسباق فرنسا للدراجات
- ميكيس ثيودوراكيس ، مؤلف موسيقي
- جوزيف ويلاند مندوب لوكسمبورغ الدائم لدى الناتو
- غابرييل ألبرتيني ، عضو البرلمان الأوروبي
- جيمس جي ستافريديس ، القائد السابق لـ USEUCOM والقائد الأعلى للحلفاء في أوروبا
- خوسيه ليلو ، عضو البرلمان البرتغالي ، الرئيس الأسبق لحلف شمال الأطلسي

قائد:
- فيكي لياندروس ، مغنية يونانية وعالمية
- توماس شيدهامر ، العقيد بجيش الولايات المتحدة ، ملحق برلين
- Svend-Aage Nielsen ، رجل الأعمال الدنماركي
- كارل كريستيان نيلسن ، رجل أعمال دنماركي
- إريك أدير ، سفير هولندا في النرويج
- ميشيل كاربنتير ، المدير العام للمفوضية الأوروبية
- روبرت إنجلز ، سفير هولندا في فنلندا
- باريند تير هار ، دبلوماسي هولندي
- باسكال لامي ، المفوض الأوروبي
- جيلبرت رينو بطل المقاومة الفرنسية
- سيمون ويزنتال ، صياد نازي
- جيرالد نيوتن ، أستاذ اللغة الألمانية بجامعة شيفيلد
- ميشيل مونييه ، دبلوماسي فرنسي
- ويتشر ويلدبوير ، سفير هولندا في كوبا وجامايكا
- روبرت ديفالكو ، مدير الأعمال الأمريكي

ضابط
- حنا بري-زان ، رئيس مجلس الإدارة الإسرائيلي - إدارة محافظ بيليم
- ألفونس بيرنز ، سفير لوكسمبورغ
- جاك ديفيلرس ، ArcelorMittal - رئيس قسم التقارير
- جيرارد دروسن ، المدير العام للمعهد الأوروبي للشؤون العامة
- نيكولا ماجيروس ، سياسي لوكسمبورغ عن حزب CSV وأخصائي القلب.

فارس
- جوزي لينكلس ، رسام
- فرناند رودا ، رسام
- جان كلود شليم
- ماريان ماجيروس ، مصورة أنجلو- لوكسمبورغية.
- ماري جوزيه ستارك